# شاندور زومبوری
شاندور زومبوری (مجاری: Sándor Zombori؛ زادهٔ ۳۱ اکتبر ۱۹۵۱) بازیکن فوتبال اهل مجارستان بود.
از باشگاه‌هایی که در آن بازی کرده‌است می‌توان به باشگاه ورزشی واشاش و باشگاه ورزشی مون‌پلیه اشاره کرد.
وی همچنین در تیم ملی فوتبال مجارستان بازی کرده‌است.